# FXシステム
FXシステムはタイトーが開発したプレイステーション互換のアーケードゲーム基板である。
プレイステーションとほぼ同じ回路構成に加え、アーケードゲーム基板に必要な各種インターフェイスの追加、CPUのクロック向上、メインメモリの増設、サウンドチップの強化などを行っている。また、上位基板として、G-NETが存在する。
ソフト供給はFXがROMが載るサブボード形式、G-NETがType IIのPCカードである。

## 仕様･主要諸元
- CPU：R3000カスタム 32bitRISC
  - クロック周波数：48MHz(G-NETは50MHz?)(プレイステーションは33.8688MHz)
  - メインメモリ：2MB
- コプロセッサ：GTE（ジオメトリエンジン）
  - 演算能力：最大150万ポリゴン/秒
  - 可変長の固定小数点演算
- グラフィック：GPU、VRAM 2MB(プレイステーションは1MB)
  - 解像度：256ドット×224ライン（ノンインターレース）～640ドット×480ライン（インターレース）
  - 色：最大1677万色
  - 表示画面：1面
  - スプライト描画性能：最大表示4000個（1/60秒）
  - ポリゴン：表示能力36万ポリゴン/秒、テクスチャマッピング、グーローシェーディング、半透明
- 画像伸張エンジン：MDEC（動画再生エンジン兼テクスチャ展開）
- 音源チップ
  - FX-1A：Z80 + YM2610B
  - FX-1B,G-NET：Panasonic MN1020012A , ZOOM ZSG-2 DSP, TMS57002 DSP
    - メモリ：512KB
    - サンプリング周波数：44kHz
    - 同時発音数：ステレオ、24チャンネル

## 主なタイトル
FXシステム(FX-1A)
- サイキックフォース(タイトー)
- スーパーフットボールチャンプ（1996年）
- まじかるで～と ドキドキ告白大作戦(タイトー)
- まじかるで～と 卒業告白大作戦(タイトー)

FXシステム(FX-1B)
- ファイターズインパクト(タイトー)
- ファイターズインパクトA(タイトー)
- レイストーム(タイトー)
- Gダライアス(タイトー)

G-NETシステム
- カオスヒート（1998年）
- レイクライシス(1998年)
- フリップメイズ（1999年/MOSS開発）
- RCでGO！（1999年）
- スーパーパズルボブル（1999年）
- 麻雀王（1999年）
- まわすんだー‼︎(2000年)
- サイヴァリア(2000年/サクセス開発。2はNAOMI)
- 上海～昇龍再臨～（2000年）
- 兎－野性の闘脾－（2001年/童開発）
- お天気ころりん（2001年/タクミコーポレーション開発）
- 式神の城(2001年/アルファ・システム開発。IIはNAOMI、IIIはTAITO Type X)
- 蒼天龍（2001年）
- ナイトレイド（2001年/タクミコーポレーション開発）
- 上海 ～三国闘脾儀～（2002年）
- トゥエルブスタッグ(2002年/トライアングル・サービス開発)
- ころん(2003年/サイバーフロント開発)
- スペースインベーダー アニバーサリー（2003年）
- おてなみ拝見シリーズ(サクセス)